# کمبود ریبوز-۵-فسفات ایزومراز
کمبود ریبوز-۵-فسفات ایزومراز (انگلیسی: Ribose-5-phosphate isomerase deficiency) یا «کمبود RPI» نام یک بیماریِ بسیار نادرِ ژنتیکی در انسان است که در اثر جهشِ ژنی در آنزیم «ریبوز-۵-فسفات ایزومراز» (Rpi) در «مسیر پنتوز فسفات» رخ می‌دهد. کارِ این آنزیم که متعلق به خانوادهٔ بزرگ ایزومرازهاست، آن است که ریبوز ۵-فسفات را به ریبولوز ۵-فسفات تبدیل کند.
از آنجایی که از زمان کشف این اختلال تا کنون، فقط یک مورد ابتلا به آن کشف و گزارش شده است، «کمبود ریبوز-۵-فسفات ایزومراز» نادرترین بیماری انسان در جهان است.

## کشف
پسری که مبتلا به این بیماری است در سال ۱۹۸۴ بدنیا آمده است و در جریان یک تصویربرداری با ام‌آرآی (MRI)، دریافتند که مبتلا به عارضهٔ «لکوانسفالوپاتی» (نوعی بیماری ماده سفید مغز) است. سپس با انجام مقطع‌نگاری رایانه‌ای تک‌فوتونی (SPECT) متوجه شدند، سطوحِ پلی‌ال‌هایِ آرابیتول، ریبیتول و اریترول افزایش یافته است. همین یافته، سبب شد تا جهش‌های ژنتیکی ایجادکنندهٔ بیماری را شناسایی کنند که شامل یک «کدون خاتمه زودرس» و همچنین یک «جهش بدمعنی» است.

## مکانسیم
از زمان، گزارش این بیماری در سال ۱۹۹۹ میلادی، هیچ مورد دیگری کشف نشده است. در جریانِ پاسخ به این سوال که چرا این بیماری اینقدر نادر است، محققان دریافتند که بیمارِ مبتلا، یک «ترکیب اللی» بسیار نادر دارد. یکی از الل‌ها، «دگره هیچِ غیرفعال» است و آن دیگری هم یک آنزیم نیمه‌فعال را کد می‌کند. علاوه بر این‌ها، آن الل نیمه‌فعال هم، بر حسب آنکه در چه نوع سلولی قرار دارد، بیانِ ژنی متفاوتی دارد. در نتیجه در برخی سلول‌ها، فعالیت «آنزیم ریبوز-۵-فسفات ایزومراز» بخوبی دیده می‌شود و در برخی دیگر از سلول‌ها، غیرفعال است.
آسیب‌شناسی این بیماری نیز در سطحِ ملکولی، به‌درستی مشخص نیست. یک فرض، آن است که سطح «آنزیم ریبوز-۵-فسفات ایزومراز»، برای ساخت آران‌ای (RNA) کافی نیست. فرض دیگر آن است که تجمعِ بیش‌ازحدِ «دی-آرابیتول» و «دی-ریبیتول» برای سلول‌ها سمی است و به آنان آسیب می‌زند.